# Izumo Takeda II
Izumo Takeda II (jap. 竹田 出雲 Takeda Izumo; zwany także Koizumo,, ur. 1691, zm. 4 listopada 1756 w Osace) – japoński dramatopisarz.

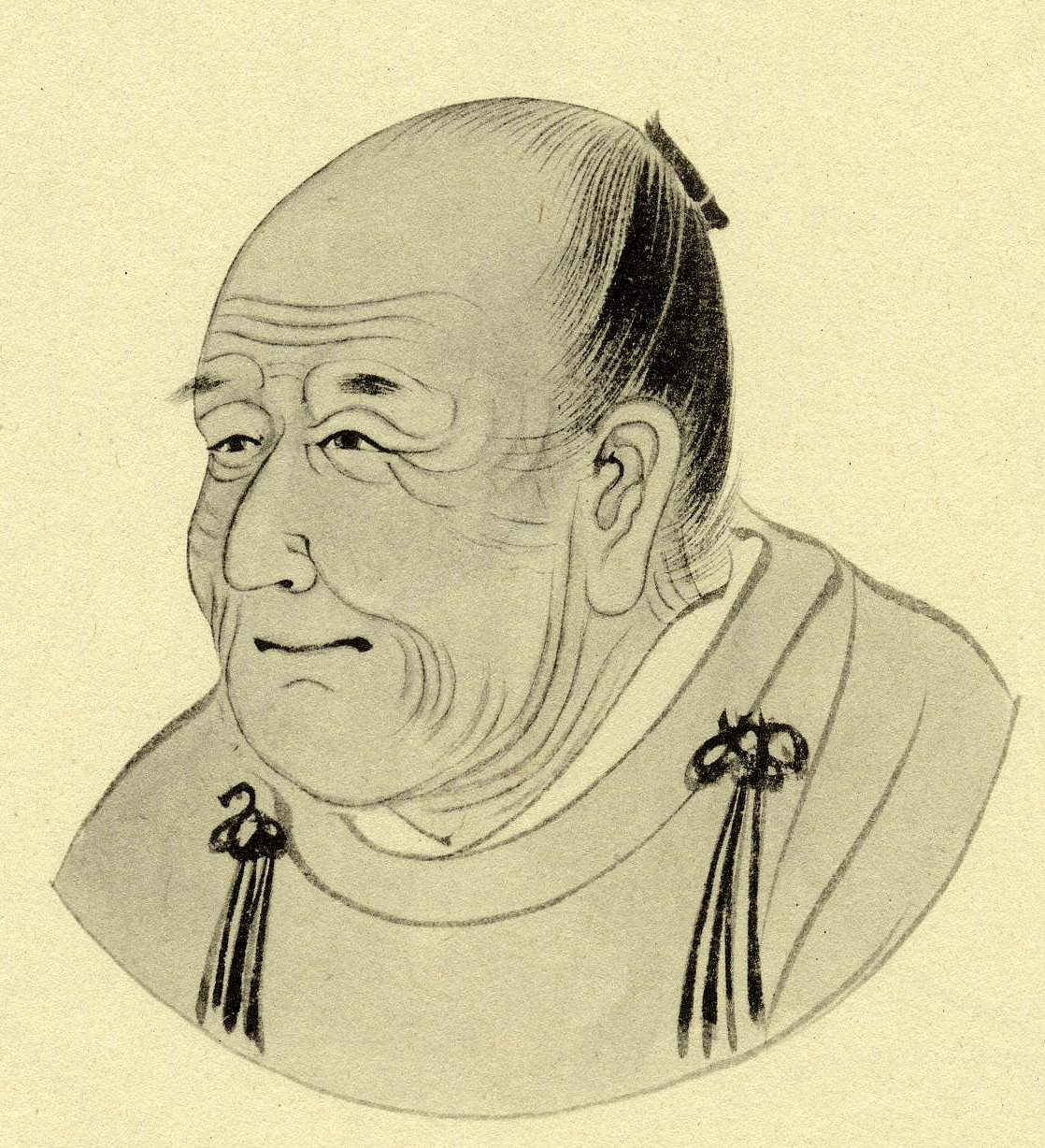
Takeda Izumo - japoński dramatopisarz.

Był synem kierownika teatru Takemoto-za w Osace, po śmierci którego przejął jego prowadzenie. 
Napisał lub uczestniczył w pisaniu 28 sztuk bunraku, później zaadaptowanych również dla teatru kabuki. Jego działalność w znacznym stopniu przyczyniła się do rozkwitu teatru bunraku. Trwale popularne stały się zwłaszcza sztuki, których był współautorem z Senryū Namiki (Sōsuke Namiki, 1695–1751) i Shōraku Miyoshi (1696?–1772), m.in.: Yoshitsune sembon-zakura (Yoshitsune, czyli tysiąc wiśni, 1747) i Kanadehon chūshingura (Wzory liter, czyli skarbiec wiernych wasali, 1748). 
Po jego śmierci jego syn (noszący, jak jego ojciec i dziad, to samo imię i nazwisko) działający u schyłku popularności bunraku musiał zaakceptować przekształcenie Takemoto-za w teatr kabuki, a później zrezygnował z dalszego prowadzenia teatru.